# Список 3 (хімічна зброя)
Спи́сок 3 — перелік токсичних речовин та їхніх прекурсорів, наведений у додатках до підписаної в 1993 році Конвенції про хімічну зброю. У списку зафіксовано речовини, що використовувалися як хімічна зброя або потенційно можуть слугувати вихідними речовинами для її створення. Виробництво таких речовин в рамках домовленості є критично обмеженим та підлягає обов'язковій реєстрації.
Україна, як і інші учасники Організації із заборони хімічної зброї, взяла на себе зобов'язання дотримуватися вимог щодо контролю за виробництвом та обігом токсичних речовин і прекурсорів зі списку 3.

## Токсичні речовини
- Фосген (карбоніл дихлорид)
- Хлороціан
- Ціанідна кислота
- Хлоропікрин (трихлоронітрометан)

## Прекурсори
- Оксихлорид фосфору
- Хлорид фосфору(III)
- Хлорид фосфору(V)
- Триметилфосфіт
- Триетилфосфіт
- Диметилфосфіт
- Діетилфосфіт
- Хлорид сірки(I)
- Хлорид сірки(II)
- Тіонілхлорид
- Етилдіетаноламін
- Метилдіетаноламін
- Триетаноламін

## Виробництво та обіг
Згідно підписаної Конвенції про хімічну зброю, країни-учасники Організації із заборони хімічної зброї повинні надавати річну декларацію щодо заводів (місць), на яких здійснюється виробництво чи накопичення речовин зі списку 3. Декларація подається не пізніше, ніж через 90 днів після завершення звітного року. У декларації також вказується перелік запланованих заходів із речовинами, котрі здійснюватимуться у перші 60 днів поточного року; про такі заходи має бути повідомлено не пізніше ніж за 5 днів до їхнього початку. 
Декларування заводів, які проводять операції із речовинами зі списку, проводиться із зазначенням назви, імені власника чи керівної компанії, точної адреси та основних видів роботи. Також у звіт включають дані щодо норм вироблених, накопичених чи отриманих речовин зі списку у проміжках: 30—200 тонн, 200—1000 тонн, 1000—10.000 тонн, 10.000—100.000 тонн та понад 100.000 тонн, а також цільове призначення наявних речовин.
Передача речовин зі списку 3 за межі країн-учасників, окрім випадків передачі іншим країнам-учасникам, є забороненою. При передачі країна-відправник може вимагати від країни-отримувача сертифікати, що підтверджують:
- невикористання у цілях, незатверджених Конвенцією;
- непередачу третій стороні;
- тип і кількість;
- кінцеве застосування;
- ім'я та адресу кінцевого споживача.